# Emil Fjellström
Emil Fjellström, né le 24 octobre 1884 à Östersund et mort le 14 juillet 1944 à Stockholm, est un acteur suédois.

## Filmographie partielle
- 1917 : Terje Vigen de Victor Sjöström
- 1917 : Le Meilleur film de Thomas Graal (Thomas Graals bästa film) de Mauritz Stiller
- 1919 : La Petite Fée de Solbakken (Synnöve Solbakken) de John W. Brunius
- 1920 : Le Monastère de Sendomir (Klostret i Sendomir)  de Victor Sjöström
- 1920 : La Montre brisée (Karin Ingmarsdotter) de Victor Sjöström
- 1924 : La Légende de Gösta Berling (Gösta Berlings saga) de Mauritz Stiller
- 1931 : En natt  de Gustaf Molander
- 1933 : Vad veta väl männen? d'Edvin Adolphson
- 1935 : Le Comte de Munkbro (Munkbrogreven) d'Edvin Adolphson et Sigurd Wallén
- 1936 : Intermezzo de Gustaf Molander
- 1941 : La Première Division (Första divisionen) de Hasse Ekman
- 1941 : Lasse-Maja de Gunnar Olsson